# Universitatea din Leicester
Universitatea Leicester este o universitate publică de cercetare cu sediul în Leicester, Anglia. Campusul principal se află la sud de centrul orașului, adiacent parcului Victoria. În 1957 predecesorul universității (University College, Leicester) a obținut statutul de universitate. 
Pentru 2018/2019, universitatea este pe locul 34 la nivel național în The Sunday Times Good University Guide, pe locul 63 în The Guardian University Guide și pe 29 în The Complete University Guide. Este clasată ca una dintre primele 200 de universități din lume de 2018 Times Higher Education World University Rankings, și pe locul 25 în Regatul Unit. Universitatea a avut un venit de 302,8 milioane lire sterline în 2016/2017, din care 52,2 milioane lire sterline provenite din subvenții de cercetare.
Universitatea este renumită pentru descoperirea amprentelor genetice și contribuția la descoperirea și identificarea rămășițelor regelui Richard al III-lea.

## Fotogalerie

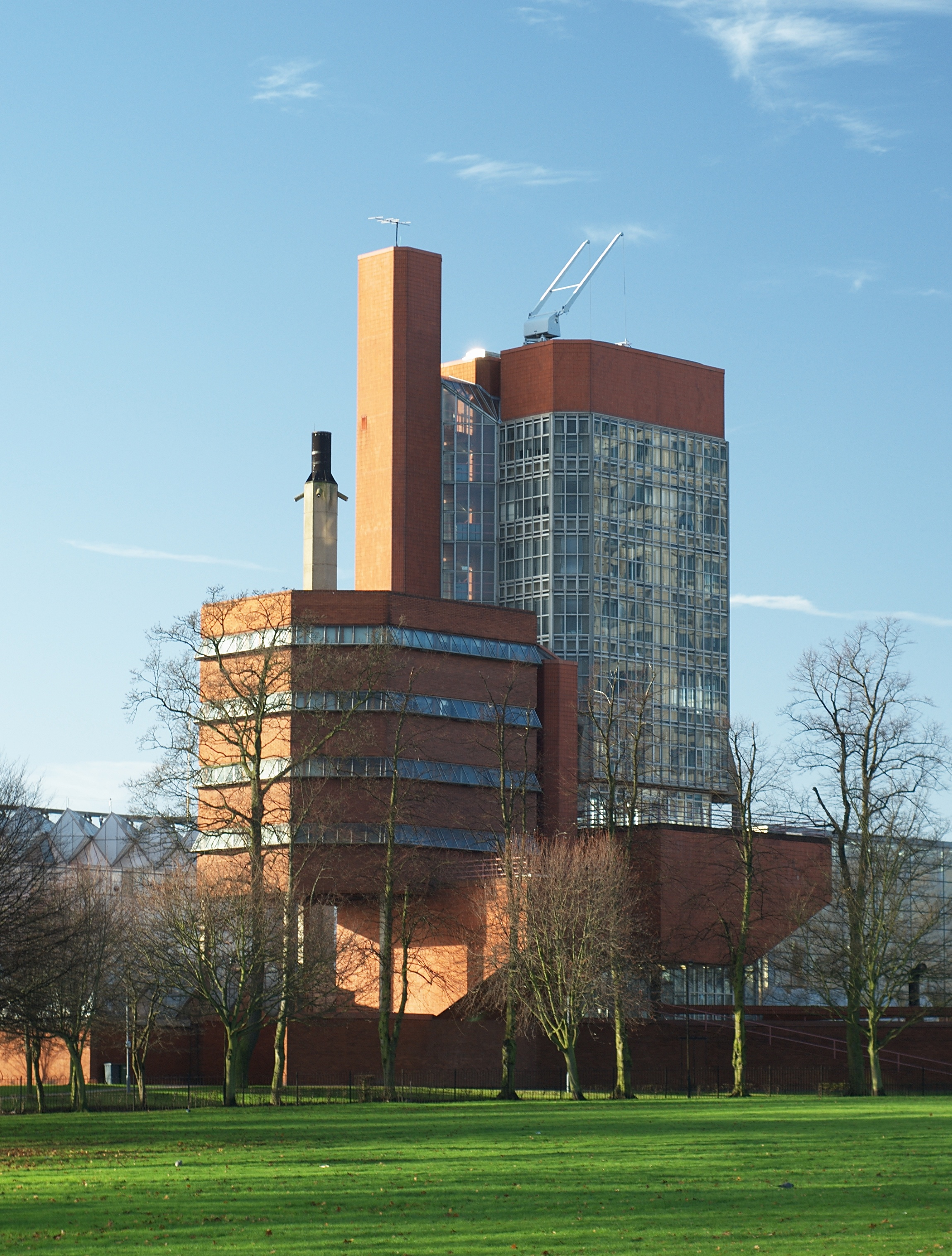
Facultatea de Inginerie
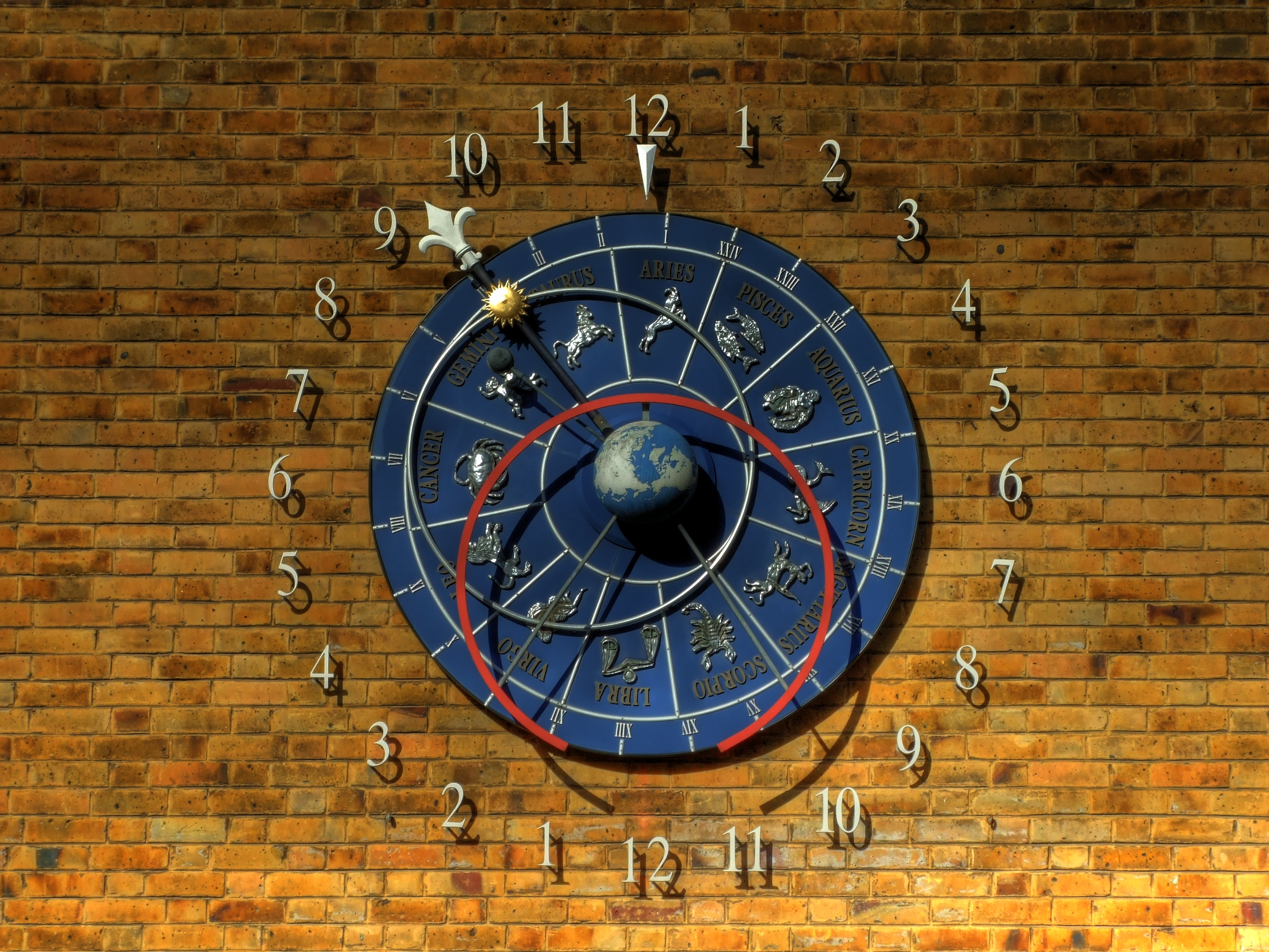
Ceas astronomic
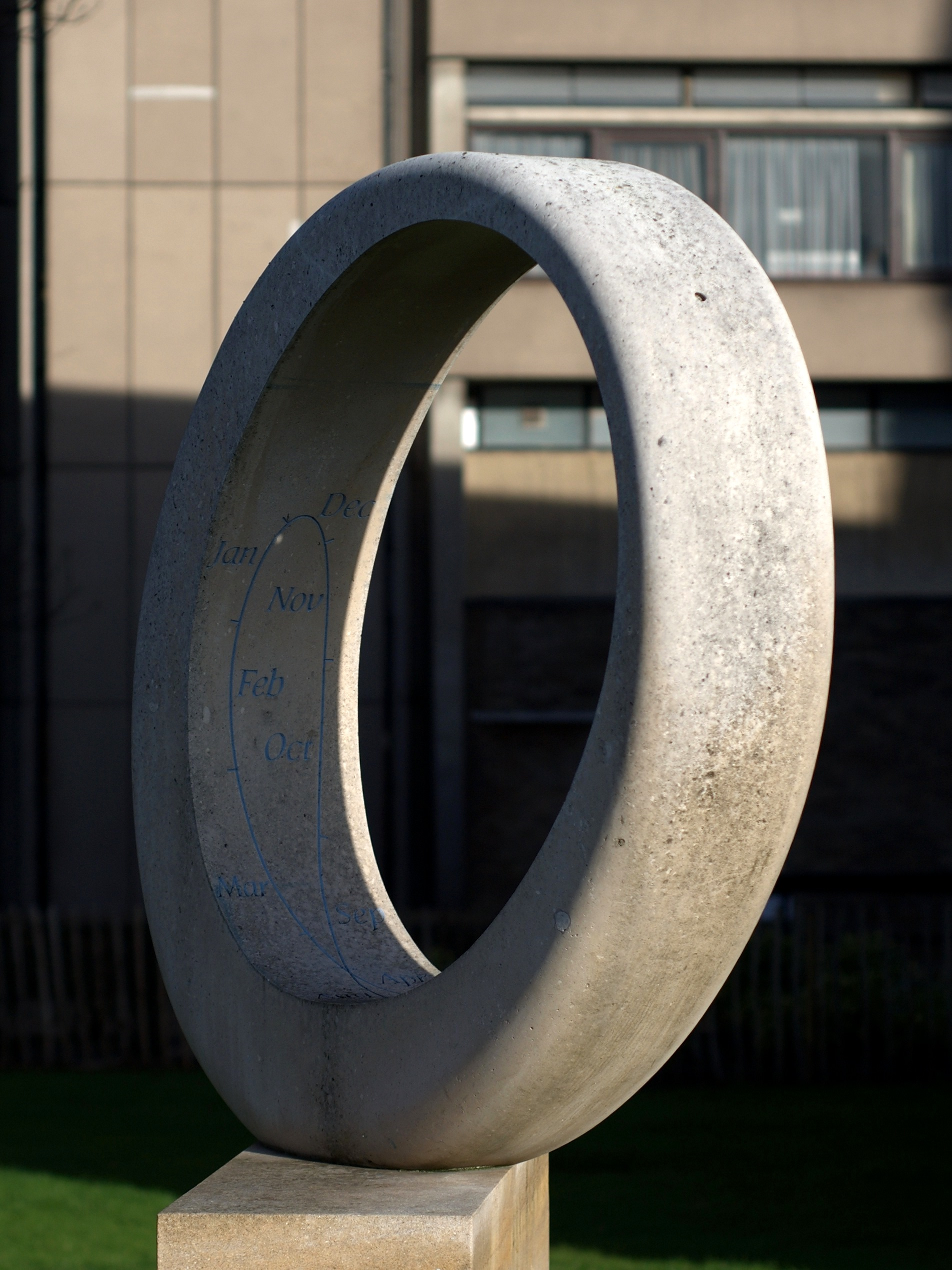
Analemă solară
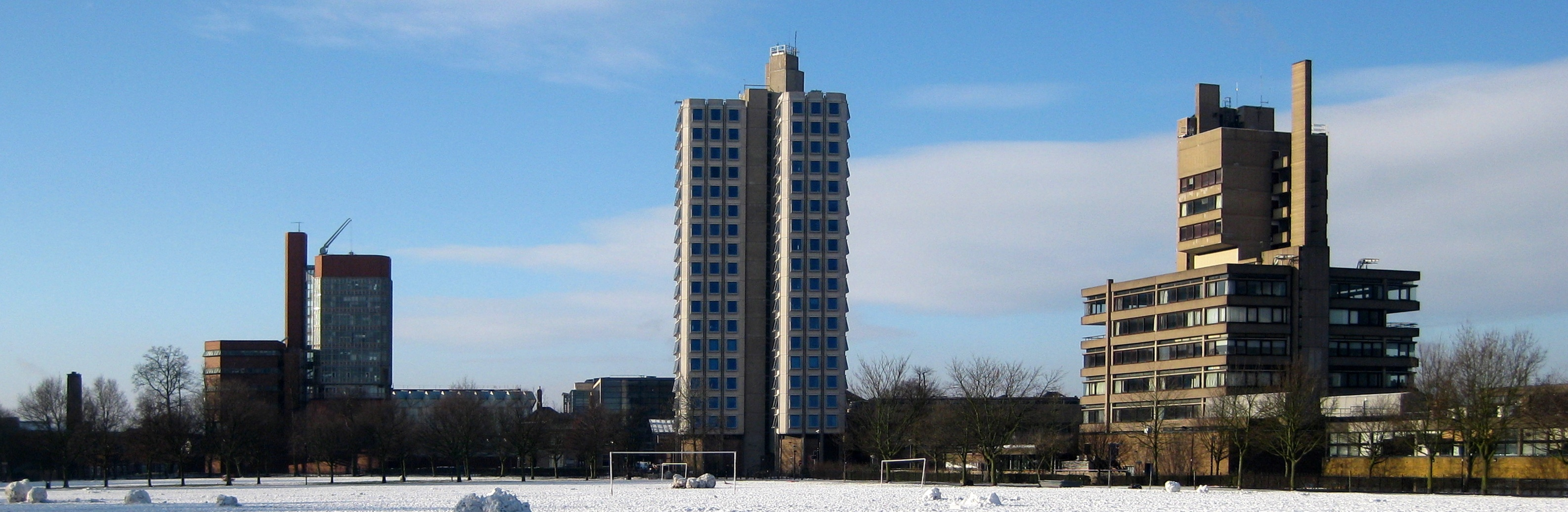
Clădiri ale universității
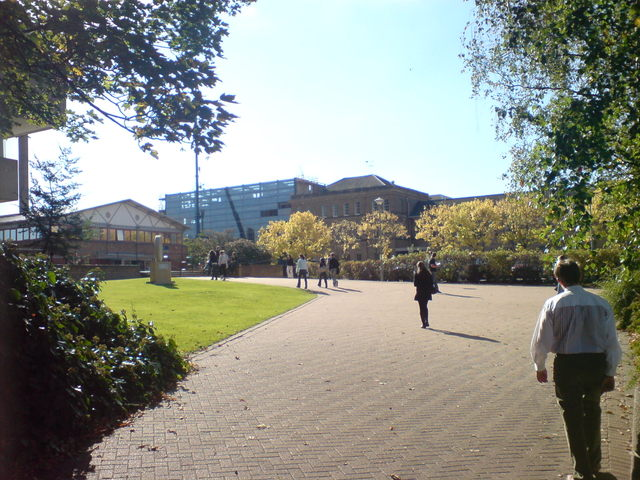
Campusul universității
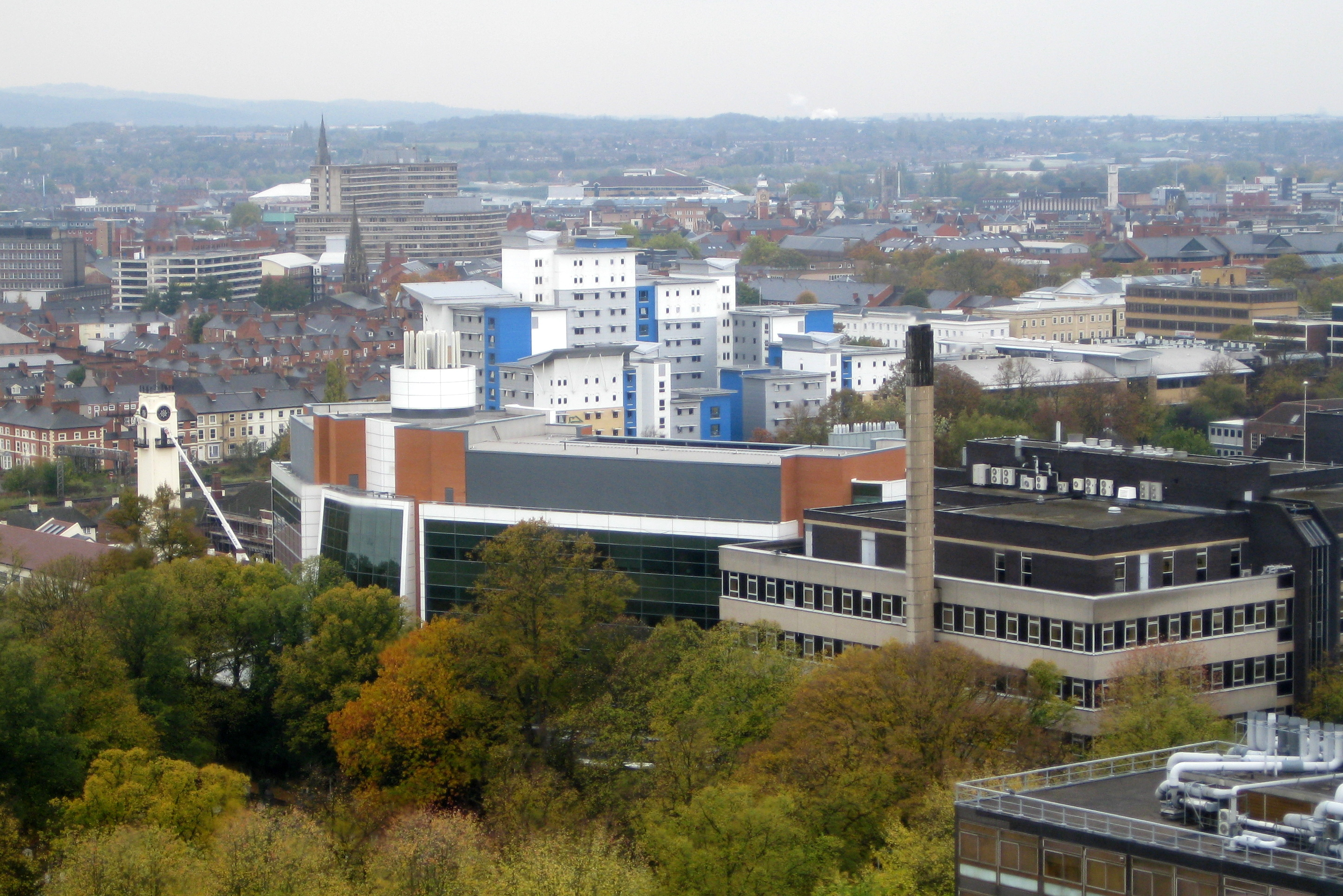
Clădirea Henry Wellcome și Opal Court